# سايبورغ (شخصية مصورة)
سايبورغ (بالإنجليزية: Cyborg)‏ أحد أعضاء فريق الجبابرة، وهو نصف إنسان ونصف آلي.

## قدراته
الضرب بأشعة الليزر بواسطة يده والطيران، وإطلاق صواريخ وبوابة إلى كوكب أبوكلبس. ويمكن أن يتحوّل إلى أي شيء.